# Zabukovje, Vojnik
Zabukovje je naselje v Občini Vojnik.